# Мотошени (Бакау)
Мотошени (рум. Motoşeni) насеље је у Румунији у округу Бакау у општини Мотошени. Oпштина се налази на надморској висини од 234 m.

## Становништво
Према подацима из 2002. године у насељу је живело 4023 становника, од којих су сви румунске националности.

### Хронологија
| Година       | 1992 | 1993 | 1994 | 1995 | 1996 | 1997 | 1998 | 1999 | 2000 | 2001 | 2002 | 2003 | 2004 | 2005 | 2006 | 2007 | 2008 | 2009 | 2010 | 2011 | 2012 | 2013 | 2014 | 2015 | 2016 | 2017 |
| ------------ | ---- | ---- | ---- | ---- | ---- | ---- | ---- | ---- | ---- | ---- | ---- | ---- | ---- | ---- | ---- | ---- | ---- | ---- | ---- | ---- | ---- | ---- | ---- | ---- | ---- | ---- |
| Становништво | 4535 | 4387 | 4360 | 4304 | 4229 | 4229 | 4189 | 4139 | 4121 | 4153 | 4121 | 4088 | 4060 | 4064 | 4018 | 4014 | 3970 | 3876 | 3800 | 3755 | 3672 | 3586 | 3518 | 3468 | 3443 | 3371 |